# Corambe pacifica
Corambe pacifica is een slakkensoort uit de familie van de Onchidorididae. De wetenschappelijke naam van de soort is voor het eerst geldig gepubliceerd in 1929 door MacFarland & O'Donoghue.